# Roman Kienast
Roman Kienast (Salzburg, 1984. március 29. –) osztrák válogatott labdarúgó, edző.

## Sikerei, díjai
- Rapid Wien
  - Osztrák Bundesliga: 2004–05

- Sturm Graz
  - Osztrák Bundesliga: 2010–11

## Külső hivatkozások
- Roman Kienast adatlapja a National-Football-Teams.com oldalon (angolul)

- Transfermarkt profil